# Senftenberg (Németország)
Senftenberg (szorb nyelven: Zły Komorow): város  Németországban, Brandenburg  szövetségi államban.

## A város közigazgatása
A város 6 körzetre oszlik:
- Großkoschen
- Brieske
- Hosena
- Peickwitz
- Sedlitz
- Niemtsch

## Testvértelepülések
- Nowa Sól, Lengyelország, 1992
- Püttlingen, Németország, 1989
- Senftenberg, Ausztria, 1993
- Saint-Michel-sur-Orge, Franciaország, 1996
- Veszprém, Magyarország, 1996
- Fresagrandinaria, Olaszország, 2003
- Žamberk, Csehország, 1996

## Jegyzetek

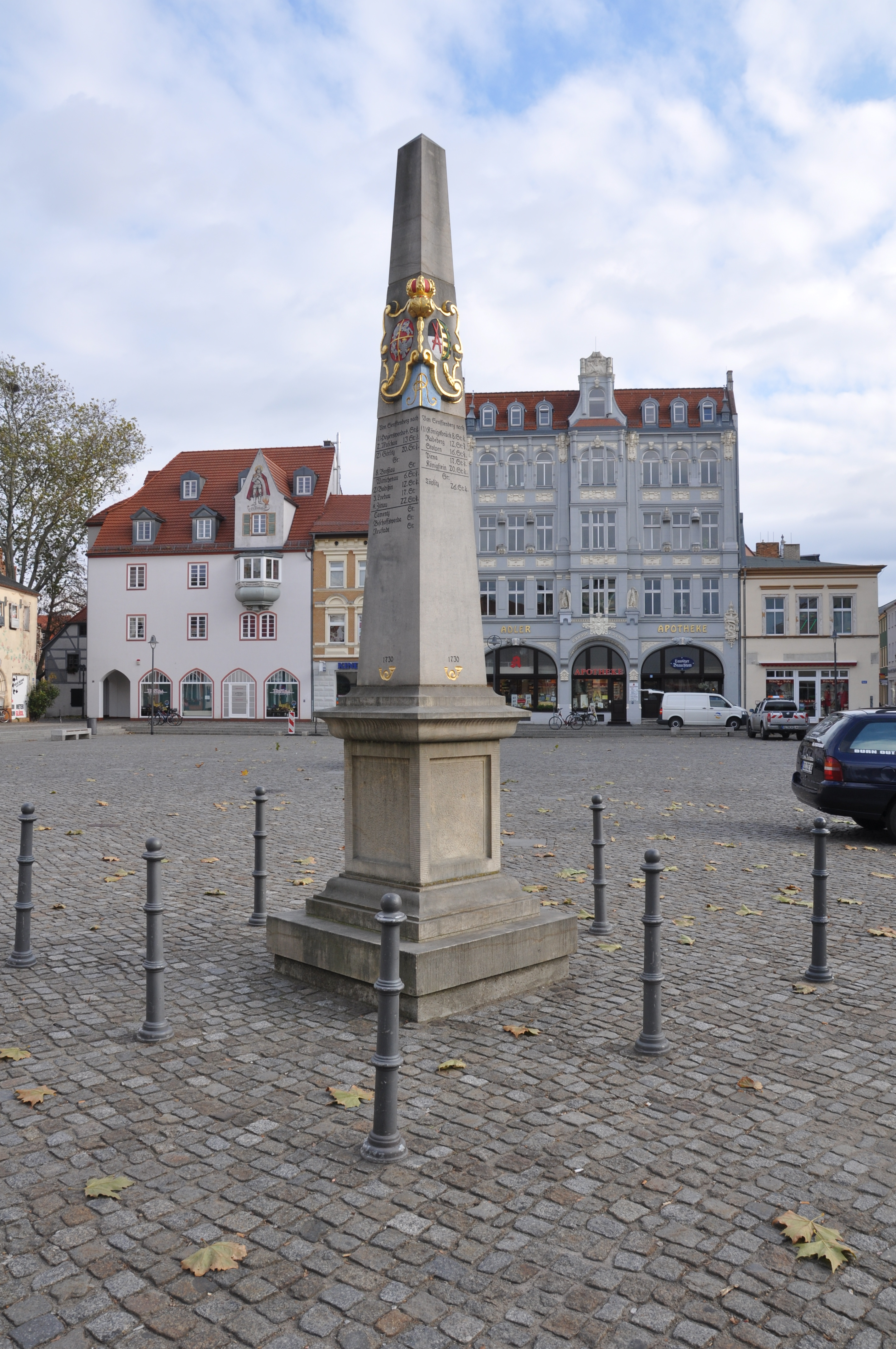
Lengyel-Szász mérföldkő